# Arthington, West Yorkshire
Arthington är en ort och civil parish i Storbritannien.   Den ligger i distriktet Leeds i grevskapet West Yorkshire i riksdelen England, i den centrala delen av landet, 280 km norr om huvudstaden London. Antalet invånare är 532.